# كأس التشيك 2008–09
كأس التشيك 2008–09 (بالتشيكية: Pohár Českomoravského fotbalového svazu 2008/09)‏ هو موسم من كأس التشيك. أشرف على تنظيمه اتحاد جمهورية التشيك لكرة القدم، وكان عدد الأندية المشاركة فيه 129، وفاز فيه نادي تيبليتسه.